# Слупя (Скерневицький повіт)
Слупя (пол. Słupia) — село в Польщі, у гміні Слупія Скерневицького повіту Лодзинського воєводства.
Населення — 726 осіб (2011).
У 1975-1998 роках село належало до Скерневицького воєводства.

## Демографія
Демографічна структура станом на 31 березня 2011 року:
|          | Загалом | Допрацездатний вік | Працездатний вік | Постпрацездатний вік |
| -------- | ------- | ------------------ | ---------------- | -------------------- |
| Чоловіки | 357     | 87                 | 223              | 47                   |
| Жінки    | 369     | 83                 | 193              | 93                   |
| Разом    | 726     | 170                | 416              | 140                  |